# أندي ميرفي
أندي ميرفي (بالإنجليزية: Andy Murphy)‏ (18 أكتوبر 1966 ببرستون في المملكة المتحدة - ) هو لاعب كرة قدم بريطاني في مركز الوسط. لعب مع بريستون نورث إيند.